# Santa Eduwiges
Santa Eduwiges är en ort i Mexiko.   Den ligger i kommunen Caborca och delstaten Sonora, i den nordvästra delen av landet, 1 800 km nordväst om huvudstaden Mexico City. Santa Eduwiges ligger 154 meter över havet och antalet invånare är 383.
Terrängen runt Santa Eduwiges är huvudsakligen platt, men söderut är den kuperad. Runt Santa Eduwiges är det mycket glesbefolkat, med 6 invånare per kvadratkilometer. Närmaste större samhälle är El Diamante, 13,5 km nordväst om Santa Eduwiges. Omgivningarna runt Santa Eduwiges är i huvudsak ett öppet busklandskap.